# 林瑋
林瑋（英語：Lam Wai，1988年10月26日—），香港建制派人士，公屋聯會及創建力量成員，現任香港觀塘區議會委任議員，曾任觀塘區議會觀塘安泰選區議員。